# 사토와키 아사지로

사토와키 아사지로 추기경의 문장

사토와키 아사지로(일본어: 里脇 浅次郎, さとわき あさじろう, 1904년 2월 1일 - 1996년 8월 8일)는 일본의 로마 가톨릭교회 고위 성직자이다. 제1대 가고시마 주교와 제7대 나가사키 대주교를 역임하였다. 세례명은 요셉이다.
나가사키 출신이며, 후에 역시 추기경이 되는 다구치 요시고로와 어린 시절 같은 성당을 다녔다. 1930년 사제 서품을 받은 후, 로마로 유학했다. 그 후 타이완에서 사목했으며, 1955년 새로 설정된 가고시마 교구 주교로 임명되었다. 1968년 나가사키 대교구 대주교로 임명되었고, 일본 주교협회 의장을 지냈다. 1979년 교황 요한 바오로 2세에 의해 일본인으로는 세 번째로 추기경으로 임명되었으며, 당시 일본인 유일의 추기경이었다. 1990년 나가사키 대주교 자리에서 물러나고 은퇴했다.
| 전임 (신설) | 제1대 가고시마 교구 교구장 1955년 - 1968년 | 후임 이토나가 신이치 (바오로) |

| 전임 야마구치 아이지로(바오로) | 제7대 나가사키 대교구 대교구장 1968년 - 1990년 | 후임 시마모토 가나메 (프란치스코 하비에르) |